# سونيا فلوري
سونيا فلوري هي عالمة سياسيو وباحثة وأستاذة من البرازيل. كتبت ونشرت أكثر من 120 مقالة بحثية في مجلات علمية وافتتاحيات.

## المسار المهني
سونيا حاصلة على درجة الدكتوراه في العلوم السياسية، ودرجة البكالوريوس في علم النفس، كما حصلت على درجة الماجستير في علم الاجتماع. كانت زميلة هيئة تدريس في معهد كيلوج بجامعة نوتر دام بالولايات المتحدة الأمريكية.
عملت كباحثة بارزة في مؤسسة أوزوالدو كروز في البرازيل، وعملت أيضًا كأستاذة في المدرسة الوطنية للصحة العامة في البرازيل حتى عام 1995. بالإضافة إلى ذلك عملت أيضًا كمستشارة للوزارات الاجتماعية البرازيلية، وبرنامج الأمم المتحدة الإنمائي، والبنك الدولي، ومنظمة الصحة العالمية، والمنظمة الاقتصادية لأمريكا الجنوبية.
تعمل حاليًا كباحثة أولى في المدرسة البرازيلية للإدارة العامة والأعمال مؤسسة غوتوليو فارغاس. غالبًا ما كانت سونيا تنتقد سوء تعامل الحكومة البرازيلية مع جائحة كوفيد 19 في البرازيل.